# Endostemon obbiadensis
Endostemon obbiadensis là một loài thực vật có hoa trong họ Hoa môi. Loài này được (Chiov.) M.R.Ashby mô tả khoa học đầu tiên năm 1936.